# Cou Si-ming
Cou Si-ming (kínaiul: 邹市明, pinjin: Zōu Shì-míng; Cunji (Zunyi), Kujcsou (Guizhou), 1981. május 18. –) olimpiai és világbajnok kínai ökölvívó.

## Nemzetközi eredményei
- 2003-ban ezüstérmes a világbajnokságon papírsúlyban. A döntőben az orosz Szergej Kazakovtól szenvedett vereséget.
- 2004-ben bronzérmes az olimpián papírsúlyban. A döntőben a kubai Yan Barthelemítől kapott ki.
- 2005-ben világbajnok papírsúlyban. A döntőben Bedák Pált győzte le.
- 2006-ban aranyérmes a dohai Ázsiai Játékokon.
- 2007-ben világbajnok papírsúlyban.
- 2008-ban olimpiai bajnok papírsúlyban.
- 2012-ben olimpiai bajnok papírsúlyban.